# جون إيرل (سياسي)
جون إيرل (بالإنجليزية: John Earle)‏ هو سياسي أسترالي، ولد في 15 نوفمبر 1865 في أستراليا، وتوفي في 6 فبراير 1932 في أستراليا. حزبياً، نشط في حزب العمال الأسترالي. وقد انتخب Premier of Tasmania ‏ (6 أبريل 1914 – 15 أبريل 1916) وانتخب Premier of Tasmania ‏ (20 أكتوبر 1909 – 27 أكتوبر 1909) وانتخب عضو مجلس الشيوخ الأسترالي ‏ عن دائرة Tasmania ‏ (1 مارس 1917 – 30 يونيو 1923).